# Masahiro Ishikawa
Masahiro Ishikawa (japanisch 石川 雅博 Ishikawa Masahiro; * 23. Mai 1990 in der Präfektur Tokushima) ist ein japanischer Fußballspieler.

## Karriere
Ishikawa erlernte das Fußballspielen in der Schulmannschaft der Naruto High School. Seinen ersten Vertrag unterschrieb er 2009 bei Tokushima Vortis. Der Verein spielte in der zweithöchsten Liga des Landes, der J2 League. 2013 wechselte er zu Albirex Niigata (Singapur). 2015 wechselte er zum Drittligisten Grulla Morioka. 2016 wechselte er zu FC Tokushima.